# Liste bekannter Treppen
Die Liste bekannter Treppen enthält Treppen, die aufgrund ihrer Gestalt, Größe oder historischen Bedeutung eine herausragende Bedeutung haben.

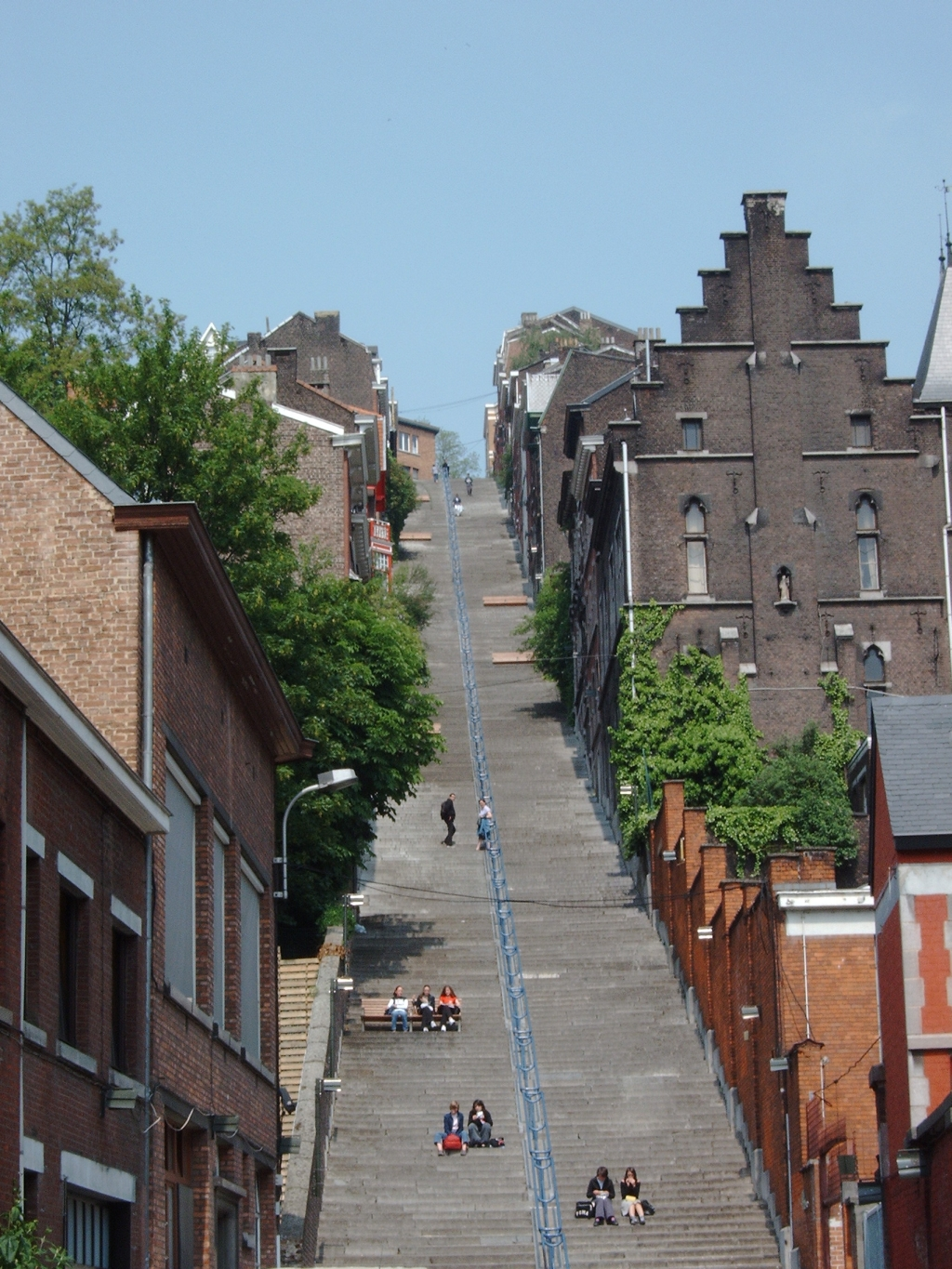
Besonders lang: Die Treppe Montagne de Bueren in Lüttich

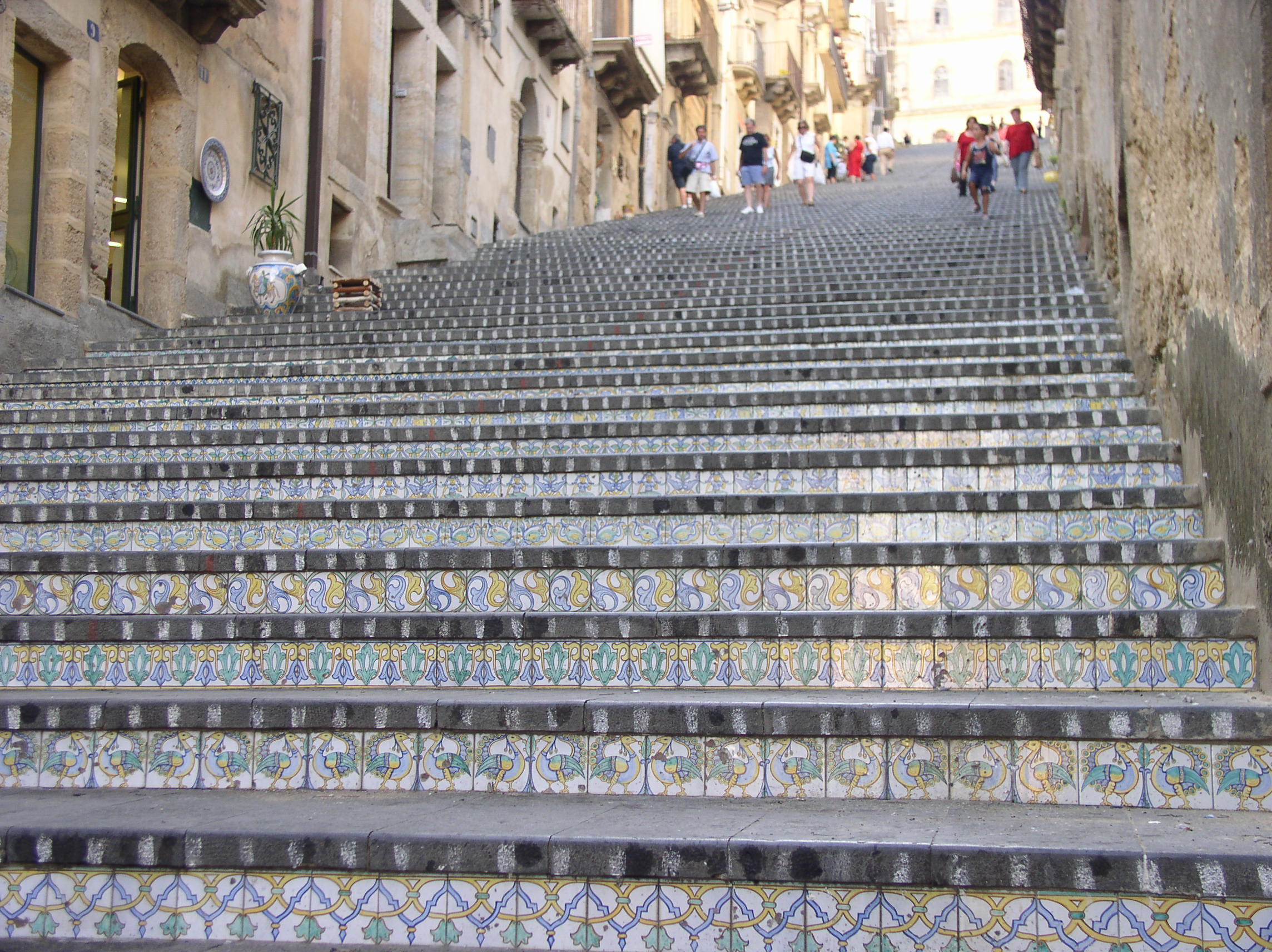
Besonders schön: La Scala in Caltagirone

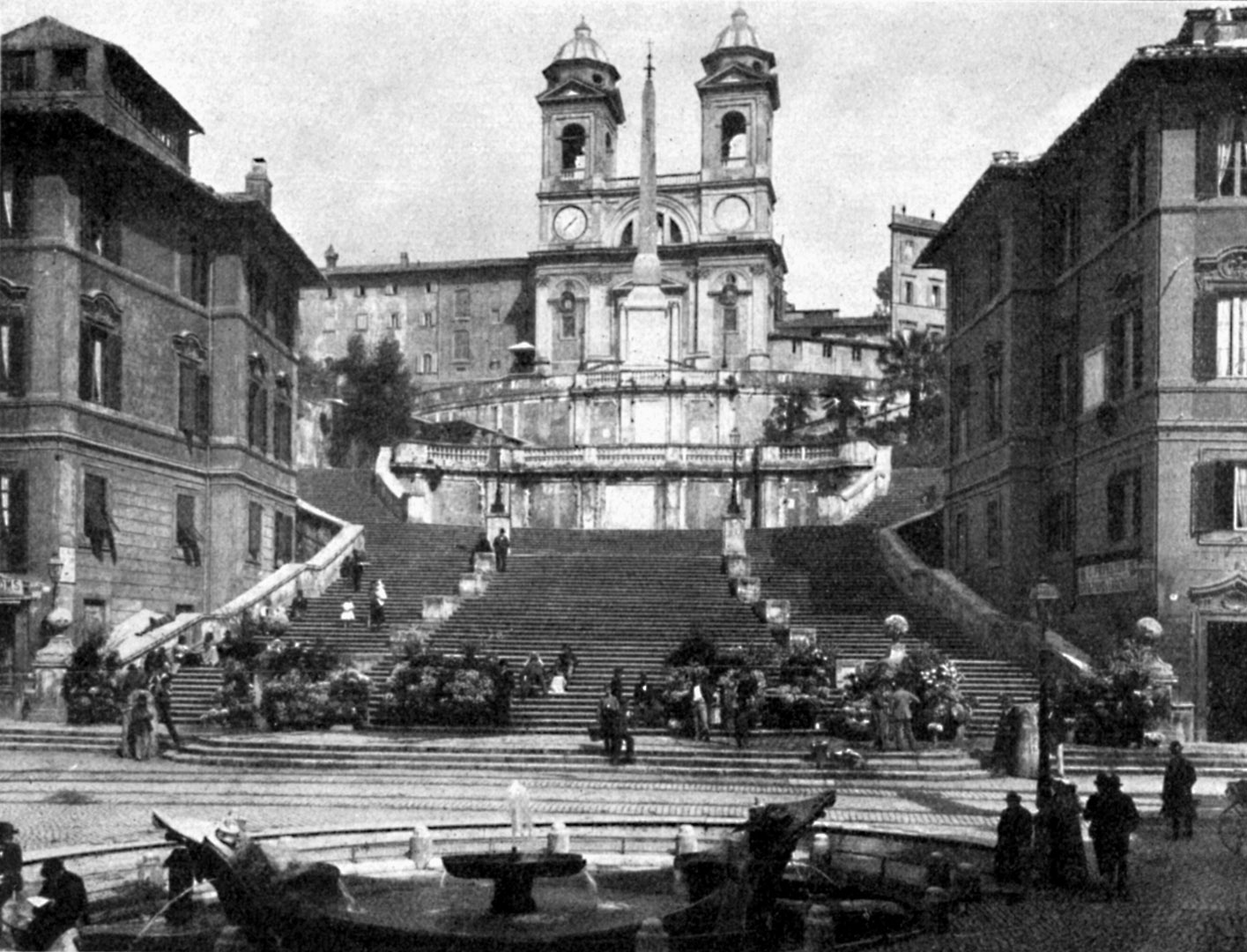
Weltberühmt: Die Spanische Treppe in Rom

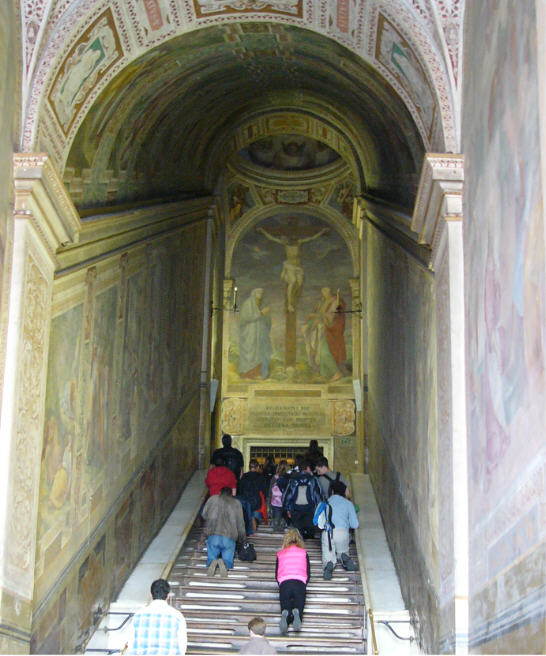
„Heilig“: Scala Santa, die heilige Treppe

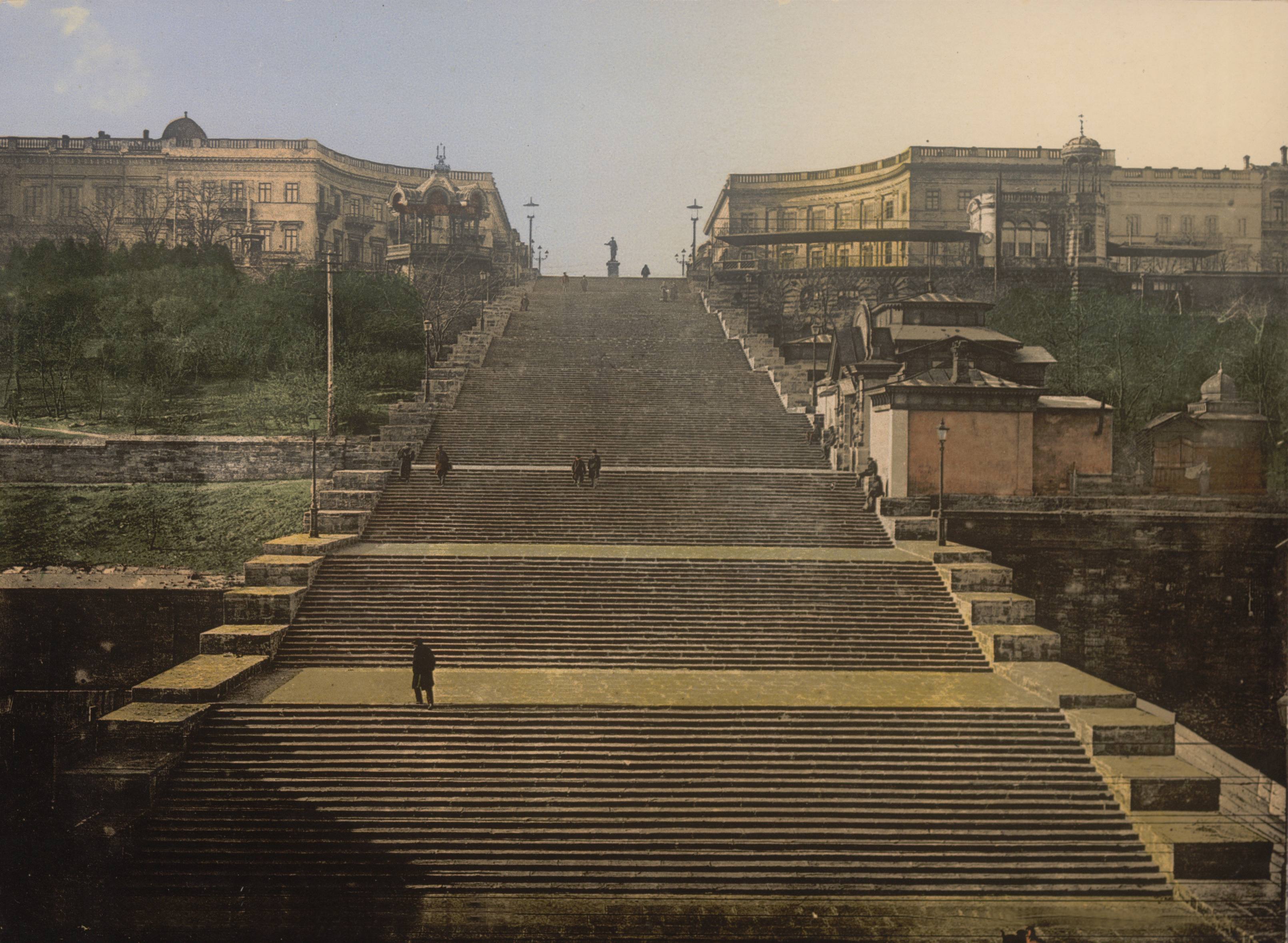
Bekannt durch den Film Panzerkreuzer Potemkin: Die Potemkinsche Treppe in Odessa

## Besondere Länge

### Welt (außen)
- Die neben der Strecke der Niesenbahn (der längsten Standseilbahn Europas) hinaufführende Niesen-Treppe ist mit 11.674 Stufen die längste Treppe der Welt. Die Treppe ist aber für die Öffentlichkeit nur auf Anfrage, nur zu gewissen Zeiten und unter Bezahlung eines Beitrages zugänglich.[1] Der Höhenunterschied beträgt 1.643 m.
- Die Treppe am heiligen Berg Tai Shan in der chinesischen Provinz Shandong ist 1.540 m hoch und besitzt um die 6.000 Stufen.
- Die Treppe in Mihintale in Sri Lanka führt auf einen Berggipfel. Diese Monumentaltreppe hat in ihrem Verlauf insgesamt vier Treppenabsätze. Die 1.840 Stufen sind direkt aus dem Granitfelsen herausgehauen.
- Die Calà del Sasso (in der Hochebene von Asiago, Italien) ist mit 4.444 Stufen die längste Freitreppe der Welt.

### Welt (innen)
- Als längste Treppe der Welt in einem Gebäude gilt die Treppe zur auf 447 m gelegenen Aussichtsplattform SkyPod im CN Tower in Toronto mit 2.570 Stufen.
- Die längste Holztreppe der Welt mit 3.975 Stufen befindet sich im Wasserkraftwerk Mår (Norwegen) in der Nähe der Stadt Rjukan.
- Die längste Kellertreppe befindet sich in Frankreich im Fort de Souville bei Verdun; sie ist heute nicht mehr zugänglich.

### Deutschland
- Die längste Treppe Deutschlands liegt zu Fuße des Sommerbergs in Bad Wildbad. Mit 1987 Stufen entlang der Bergbahn führt sie die Liste in Deutschland an.
- Die längste Treppe Sachsens, die Spitzhaustreppe oder auch sogenannte Jahrestreppe, befindet sich in Radebeul bei Dresden. Die im barocken Baustil errichtete Treppe führt vom Schlösschen Hoflößnitz über heutige 397 Stufen zum Aussichtspunkt beim Spitzhaus. Auf ihr findet jährlich der Sächsische Mt. Everest Treppenmarathon statt.
- Die Treppe im rechten Turm des Kölner Doms ist mit ihren 533 Stufen die längste Treppe Nordrhein-Westfalens.
- Der Hauptturm des Ulmer Münsters kann über 768 Stufen bis zu einer Höhe von 143 m bestiegen werden.
- Die „Himmelsleiter“ auf den Königstuhl bei Heidelberg hat ca. 1600 Stufen, ab Höhe Schloss sind es mehr als 1200 Stufen.
- Die Fußgängertreppen, die die Kaskaden des Herkules in Kassel beidseitig begleiten, haben rechts 539 Stufen und links 535 Stufen.

### Österreich
- In Partenen im Montafon verläuft entlang der Vermuntbahn die längste Treppe Österreichs mit fast 4.000 Stufen. Sie wird als „Europatreppe 4000“ bezeichnet und wird als „längste gerade Treppe Europas“ bezeichnet. Laut Markierung am Ende der Treppe beträgt die genaue Anzahl der Stufen 3.609.
- Die Todesstiege, die den Steinbruch „Wiener Graben“ mit dem eigentlichen Konzentrationslager Mauthausen (in Oberösterreich) verband. Die 31 Meter hohe und 186 Stufen aufweisende Steintreppe war Ort zahlreicher Unfälle und Morde an Häftlingen.

### Weitere
- Die längste Treppe Istriens befindet sich in der Stadt Motovun. Sie führt über 1.052 Stufen zur Spitze des Hügels von Motovun.

## Besondere Breite
- Mit 320 Metern die breiteste Treppe Europas liegt in Frutigen und wurde als Fluchttreppe im Rahmen des Lötschberg-Basistunnels der NEAT gebaut.

## Besondere Gestalt
- Die Königstreppe am Kap Arkona auf der Insel Rügen führt mit 230 Stufen die 42 m hohe Steilküste hinunter.
- Monumentaltreppe „La Scala“ in Caltagirone auf Sizilien. Die an den Setzstufen reich mit bunten Majoliken dekorierte Monumentaltreppe mit 142 Stufen führt zum Dom S. Giuliano.
- Die Treppe Montagne de Bueren in Lüttich in Belgien führt über 373 Stufen von der historischen Altstadt hinauf zur Zitadelle Buerenberg.
- Die Kaisertreppe in der Münchner Residenz, ein typisches Beispiel einer barocken Prunktreppe, führt zum Kaisersaal.

## Besonders bekannt
- Spanische Treppe in Rom, eigentlich Scalinata di Trinità dei Monti, ist ein beliebter Treffpunkt Roms und gern verwendete Filmkulisse. Auf ihr findet jedes Jahr die AltaRoma, die wichtigste Modenschau Italiens, als großes gesellschaftliches Ereignis statt. Deren Höhepunkt und Abschluss ist die traditionelle Gala Donna sotto le stelle, Frau unter den Sternen.
- Cordonata in Rom, eine von Michelangelo entworfene Treppenrampe als Zugang zum Kapitolsplatz.
- Die Scala Santa („heilige Treppe“) führt innerhalb der Kirche Salvatore della Scala Santa, die zum Lateranskomplex in Rom gehört, zur Kapelle Sancta Sanctorum. Die Treppe wurde 326 aus Jerusalem nach Rom gebracht. Es soll sich um die Treppe handeln, auf der Jesus im Palast des Pontius Pilatus zu seiner Verhandlung hinaufgestiegen ist. Sie gilt daher als Reliquie.
- Die Potemkinsche Treppe (früher Richelieu-Treppe) in Odessa ist durch eine Schlüsselszene in Sergei Eisensteins Film Panzerkreuzer Potemkin berühmt, in der ein Kinderwagen diese Treppe hinunterrollt.
- Die Freitreppenanlage vor Sacré-Cœur de Montmartre ist aufgrund der von dort möglichen Ausblicke eine der touristischen Hauptsehenswürdigkeiten von Paris. Im Film Die fabelhafte Welt der Amélie spielt die Treppe eine wichtige Rolle.
- Bei den Freilichtspielen in Schwäbisch Hall ist die stadtbildprägende Freitreppe vor der Stadtkirche Hauptspielort von Theateraufführungen. Auch bei den DomStufen-Festspielen in Erfurt wird auf den 70 Domstufen Theater gespielt.
- Als Namensgeberin eines Romans von Heimito von Doderer wurde die Strudlhofstiege, eine Jugendstilfreitreppe in Wien, bekannt.
- Die Selarón-Treppe in Rio de Janeiro verbindet die Stadtteile Lapa und Santa Teresa und ist bekannt für die Ausgestaltung mit bunten Keramikkacheln an Stufen und Wänden. Die Treppe gilt mittlerweile als eines der Wahrzeichen der Stadt und wurde in zahlreichen anderen Orten nachgeahmt.

## Die älteste Treppe der Welt
2002 wurde im Salzbergwerk Hallstatt eine Holzstiege entdeckt. Es handelt sich um die älteste erhaltene Holzstiege Europas. Das Schlagdatum ihrer Hölzer konnte mit Hilfe der Dendrochronologie jahrgenau auf 1344 und 1343 v. Chr. bestimmt werden. Die Stiege hat sich somit über 3.350 Jahre nahezu unversehrt erhalten.